# Lijst van steden in Nieuw-Zeeland
Dit is een lijst van steden in Nieuw-Zeeland met daarin de plaatsen (towns) welke behoren tot Nieuw-Zeeland.
| - Akaroa - Albert Town - Albury - Alexandra - Amberley - Arrowtown - Ashburton - Auckland - Balclutha - Balfour - Beachlands - Beaumont - Blackball - Blenheim - Bluff - Brighton - Brightwater - Bulls - Cambridge - Carterton - Cheviot - Christchurch - Clarksville - Coromandel - Cromwell - Dannevirke - Darfield - Dargaville - Drury - Dunedin - Duntroon - Edgecumbe - Eltham - Eketahuna - Fairlie - Featherston - Feilding - Flaxmere - Foxton - Foxton Beach - Frankton (Otago) - Frankton (Waikato) - Franz Josef - Geraldine - Gisborne - Glenorchy - Gore - Granity - Greymouth - Greytown | - Haast - Hakataramea - Hamilton - Hanmer Springs - Hastings - Havelock - Havelock North - Hawea - Hawera - Helensville - Henley - Hinuera - Hokitika - Howick - Huntly - Inangahua Junction - Inglewood - Invercargill - Kaiapoi - Kaikohe - Kaikoura - Kaitaia - Kaitangata - Karamea - Katikati - Kawakawa - Kawerau - Kerikeri - Kumara - Kumeu - Kurow - Lawrence - Leeston - Leigh - Levin - Lincoln - Little River - Lower Hutt - Lumsden - Lyttelton - Manaia - Mangakino - Manukau - Maraetai - Martinborough - Marton - Masterton - Matamata - Maungaturoto - Mayfield - Methven - Middlemarch - Millers Flat - Milton - Moeraki - Moerewa - Mokau - Morrinsville - Mosgiel - Mossburn - Motueka - Mount Maunganui - Mount Somers - Murchison - Murupara | - Napier - Naseby - Nelson - New Brighton - New Plymouth - Ngapara - Ngaruawahia - Ngongotaha - Norsewood - North Shore - Oamaru - Oban - Ohakune - Ohoka - Ohope Beach - Ohura - Okato - Omokoroa - Opotiki - Opunake - Orewa - Otaki - Otakou - Otorohanga - Oxford - Paekakariki - Paeroa - Pahiatua - Paihia - Palmerston - Palmerston North - Papakura - Paraparaumu - Patea - Pauanui - Pauatahanui - Picton - Piopio - Pirongia - Pleasant Point - Plimmerton - Porirua - Port Chalmers - Portobello (Nieuw-Zeeland) - Pukekohe - Pukerua Bay - Pukeuri - Putaruru - Queenstown - Raetihi - Raglan - Ramarama - Ranfurly - Rangiora - Raumati - Reefton - Renwick - Richmond - Riverhead - Riverton - Rolleston - Ross - Rotorua - Roxburgh - Ruatoria - Runanga - Russell | - Sanson - Seddon - Sheffield and Waddington - Shannon - Snells Beach - Springfield - Stratford - Taihape - Taipa-Mangonui - Tairua - Takaka - Tapanui - Taradale - Taumarunui - Taupo - Tauranga - Te Anau - Te Arai - Te Aroha - Te Awamutu - Te Kuiti - Te Puke - Temuka - Thames - Timaru - Tinwald - Tirau - Tokarahi - Tokoroa - Tolaga Bay - Tuakau - Turangi - Twizel - Upper Hutt - Waiheke Island - Waharoa - Waihi - Waihi Beach - Waikanae - Waimate - Waiouru - Wainuiomata - Waipawa - Waipukurau - Wairakei - Wairoa - Waitahuna - Waitakere - Waitara - Waitoa - Waitotara - Waiuku - Wakefield - Walton - Waverley - Wanaka - Ward - Wardville - Warkworth - Wellington - Wellsford - Westport - Whakatane - Whangamata - Whangamomona - Whanganui - Whangarei - Whiritoa - Whitby - Whitianga - Willowby - Winscombe - Winton - Woodend - Woodville - Wyndham |